# Željko Zečević
Željko Zečević (in serbo Жељко Зечевић?; Belgrado, 21 ottobre 1963) è un allenatore di pallacanestro serbo.

## Carriera
Nel 1999-2000 subentra a Gaetano Russo alla guida del CUS Catania, che conduce alla salvezza dopo i play-out contro Matera e Anguillara.
Nel 2001-02 ritorna sulla panchina della squadra universitaria, intanto scesa in Serie C1. L'inizio promettente (l'obiettivo erano i play-off) viene vanificato dalla crisi societaria, che porta all'addio di vari giocatori. Lo stesso Zečević è esonerato e poi richiamato e la squadra, alla fine, retrocede in Serie C2.
Nel 2021 allena la Nazionale della Guinea che conquista la qualificazione all'AfroBasket 2021, dopo il quarto posto ai campionati africani Under-18 2020.
Nel luglio 2024, Zečević è assunto come coach dell'Alfa Basket Catania, in Serie C italiana.

## Palmarès
- Campionato marocchino: 1

Wydad Casablanca: 2012-13